# Runnin' (Lose It All)
«Runnin '(Lose It All)» es una canción del productor discográfico británico Naughty Boy, que cuenta con la cantante estadounidense Beyoncé y el cantante británico Arrow Benjamin. Se lanzó en línea el 18 de septiembre de 2015 como el primer sencillo del segundo álbum de estudio de Naughty Boy, Bungee Jumping (2018). Tras su lanzamiento, la canción recibió críticas positivas de la prensa especializada, principalmente elogiando los arreglos de la canción y la voz de Beyoncé. Charlie Robins dirigió un video musical  y presentaba a una mujer y un hombre persiguiéndose bajo el agua. Comercialmente, la pista ha alcanzado el número uno en Francia y Escocia, el top 10 en la República Checa, Nueva Zelanda, Polonia, España y el Reino Unido, y el top 20 en Austria, Bélgica, Hungría, Irlanda, los Países Bajos y Portugal.

## Antecedentes
El 16 de septiembre de 2015, Naughty Boy anunció que lanzaría una canción titulada «Runnin' (Lose It All)» con Beyoncé y Arrow Benjamin. En la misma fecha, compartió la portada del sencillo, su letra, un fragmento de sonido de 15 segundos junto con un vídeo a través de su cuenta de Instagram y comenzó una cuenta regresiva hasta su lanzamiento en línea. El video consistió en dos humanos flotando solos, sumergidos bajo el agua. Al día siguiente, el 17 de septiembre de 2015, «Runnin'» se estrenó en línea. Estuvo disponible para descarga digital en iTunes Store el 18 de septiembre de 2015. Según Digital Spy, una versión de la canción que carece de la voz de Beyoncé se filtró en línea en agosto de 2015. La canción se usó en el avance de la película de 2017 Everything, Everything. 

## Composición
«Runnin '(Lose It All)» es una balada potente con elementos de batería y bajo. Elle Hunt de The Guardian señaló que se establecería en el género de la música dance británica.  La composición de la canción consiste en teclas de piano melancólicas. Comienza con Beyoncé cantando el primer verso sobre una pista de piano con letras como «Nada más importa ahora; no estás aquí. ¿Así que dónde estás? Te he estado llamando, [te estoy] extrañando». Después del gancho, el tempo de la canción aumenta y «Runnin'» continúa con un descanso en el garaje después. Durante el coro, Beyoncé canta sobre cómo dejará de huir de sí misma mientras repite las líneas «Ya no huyo de mí misma». Arrow Benjamin canta el segundo verso y el último coro se canta a dúo entre ambos cantantes. Eric Renner Brown de Entertainment Weekly además encontró era la «letra de Beyoncé, típicamente conmovedoras». Elle Hunt de The Guardian comparó la canción con «Halo» y «Haunted» de Beyoncé, así como con las colaboraciones anteriores de Naughty Boy con la cantante Emeli Sandé.  

## Recepción de la crítica
Elle Hunt de The Guardian elogió a «Runnin'» como «un clásico del club reluciente, del tipo que hemos visto en los últimos 20 años». La escritora de CBS News, Andrea Park, calificó la voz de Beyoncé como «inconfundible». Alex Hudson de Exclaim! también describió la voz de la cantante como «poderosa». Laura Bradley, de la revista Slate, señaló que Beyoncé abrió la canción con «el tipo de fuerza que pocos cantantes pueden reunir». Ella lo comparó con el propio «XO» de la cantante, debido a su reminiscente «el amor conquista todo espíritu».

## Rendimiento comercial
«Runnin '(Lose It All)» alcanzó el número cuatro en la lista de sencillos del Reino Unido, convirtiéndose en el quinto de Naughty Boy, el 31 de Beyoncé y la primera canción de Arrow Benjamin en la lista de las diez más populares en el Reino Unido. La canción también alcanzó el número uno en Scottish Singles Chart y French Singles Chart. Obtuvo la certificación de platino por la Industria Fonográfica Británica (BPI) por ventas de 600 000 copias.  También alcanzó el número uno en la lista de airplay del Reino Unido. En los Estados Unidos, el sencillo alcanzó su punto máximo en el número 90 en la edición de la lista Billboard Hot 100 del 10 de octubre de 2015.  

## Video musical
El video musical de la canción lo dirigió Charlie Robins y se lanzó en la cuenta oficial de Vevo de Naughty Boy el 18 de septiembre de 2015. Cuenta con  los apneístas Guillaume Néry y Alice Modolo como un hombre y una mujer bajo el agua corriendo uno hacia el otro, tratando de reunirse. El video está inspirado en el cortometraje Ocean Gravity. Al discutir la concepción del video, Robins dijo: «Para lograr el efecto que teníamos después de que teníamos que filmar en medio de una corriente rápida, profunda y bastante peligrosa a través de una laguna, esto nos dio el impulso hacia adelante que se ve en el película. No usaban tanqadio.com/2015/09/17/naughty-boy-beyonce-lose-it-all-video/|título=Watch Naughty Boy’s Breathtaking Underwater Video for ‘Lose It All’|fechaacceso=19 de septiembre de 2015|fecha=17 de septiembre de 2015|sitioweb=Radio.com|idioma=en|urlarchivo=https://web.archive.org/web/20160220062032/http://radio.com/2015/09/17/naughty-boy-beyonce-lose-it-all-video/%7Cfechaarchivo=20 de febrero de 2016}}</ref> El video se filmó en Rangiroa, un atolón al noreste de Tahití en la Polinesia Francesa. Julie Gaultier se encargó de la coreografía del video, quien también codirigió Ocean Gravity con Néry, y se filmó durante cuatro días.
Un escritor de la revista Time describió el clip como «una aventura submarina muy serena». Alex Hudson de Exclaim! escribió que las imágenes representaban un «dramático romance submarino». Laura Bradley de Slate interpretó el video como «una interpretación surrealista de una premisa clásica: dos personas se buscan a través de grandes distancias y finalmente se unen en un abrazo». «Runnin '(Lose It All)» ganó un premio León de Bronce en la categoría excelencia en videos musicales en la inauguración del Cannes Lions Entertainment for Music, el 24 de junio de 2016.

## Uso en medios
La canción aparece en el avance de la película de 2017 Everything, Everything. En agosto de 2017, la canción también apareció en el fondo de las campañas de televisión «Gabrielle» de Chanel.

## Historial de lanzamientos
| País           | Fecha                | Formato                | Discográfica |
| -------------- | -------------------- | ---------------------- | ------------ |
| Estados Unidos | 6 de octubre de 2015 | Contemporary hit radio | Capitol      |